# Middletown (Missouri)
Middletown – miasto w Stanach Zjednoczonych, w stanie Missouri, w hrabstwie Montgomery.